# QUINTUPLE☆SPLASH
《QUINTUPLE☆SPLASH》是日本Parasol於2015年12月25日發售的戀愛冒險類型成人遊戲，以女學校為背景描敘「校園青春」和「泳衣萌」的戀愛故事。

## 故事
原本是就讀青陵學園的美野里咲臣，學期末時候由於理事長在全校集會上突然宣布由於經營困難而與姊妹校白帆女子學園合併成青陵白帆學園，咲臣也因此來到白帆鎮並且住進學園的宿舍。在來到宿舍時得知熟人櫻浦紗枝、三郷澪和自己的妹妹巴也都是住在這間宿舍中。

## 角色

### 主要角色
美野里咲臣
本作男主角，3年級學生，青陵學園學生會成員兼游泳部的部長。
八潮沙保里（聲優：卯衣）
生日：7月23日，血型：O型，身高：148cm，三圍：B72（A）/W57/H71
2年級學生，澪的同學，白帆女子學園游泳部的部員。
櫻浦紗枝（聲優：波奈束風景）
生日：4月12日，血型：A型，身高：145cm，三圍：B74（B）/W54/H73
3年級學生，青陵學園學生會長，財閥的大小姐。入學時對咲臣一見鍾情而一直暗戀著。
守谷亞美（聲優：春乃いろは）
生日：6月2日，血型：A型，身高：141cm，三圍：B68（AA）/W54/H69
3年級學生，白帆女子學園游泳部的部長。
三郷澪（聲優：星咲イリア）
生日：2月10日，血型：B型，身高：147cm，三圍：B71（B）/W53/H74
2年級學生，青陵學園學生，咲臣和巴的青梅竹馬。
美野里巴（聲優：小鳥居夕花）
生日：3月17日，血型：A型，身高：142cm，三圍：B69（AA）/W55/H70
1年級學生，咲臣的親生妹妹。

### 其他角色
谷和原香織（聲優：羽鳥いち）
生日：10月5日，血型：AB型，身高：156cm，三圍：B77（C）/W59/H77
3年級學生，白帆女子學園學生，咲臣的新同學。由於家有兄弟關係而容易很快與男性同學自然相處。
岩間紅葉（聲優：桃山いおん）
生日：11月4日，血型：A型，身高：140cm，三圍：B65（AA）/W55/H68
1年級學生，咲玲奈的義妹，宿舍的管理員。小時候親生父親就因事故過世，母親後來和咲玲奈的父親再婚，因此家裡經營的公寓成為學園宿舍，自己也成為管理員。
千代田咲玲奈（聲優：あじ秋刀魚）
生日：4月30日，血型：O型，身高：139cm，三圍：B75（C）/W55/H79
青陵學園和白帆學園的理事長，十分溺愛義妹，和紅葉的關係沒有公開。

## 主題歌
片頭曲「hot splash!」
作詞：，作曲、編曲：iyuna，歌：茶太
八潮沙保里片尾曲「diving with you」
作詞：，作曲、編曲：iyuna，歌：iyuna
櫻浦紗枝片尾曲「星屑water front」
作詞：，作曲、編曲：，歌：
守谷亞美片尾曲
作詞：，作曲、編曲：橋咲透，歌：佐咲紗花
三郷澪片尾曲
作詞：，作曲、編曲：iyuna，歌：nao
美野里巴片尾曲
作詞：，作曲、編曲：橋咲透，歌：霜月遙

## 網路廣播
2015年11月27日到12月18日期間在官方網站發佈網路廣播共4回，每回都是由負責兩位遊戲角色配音員擔任主持人。

## 外部連結
- 官方網站（页面存档备份，存于）（日語）